# Jeu en réalité alternée
Pour les articles homonymes, voir ARG.

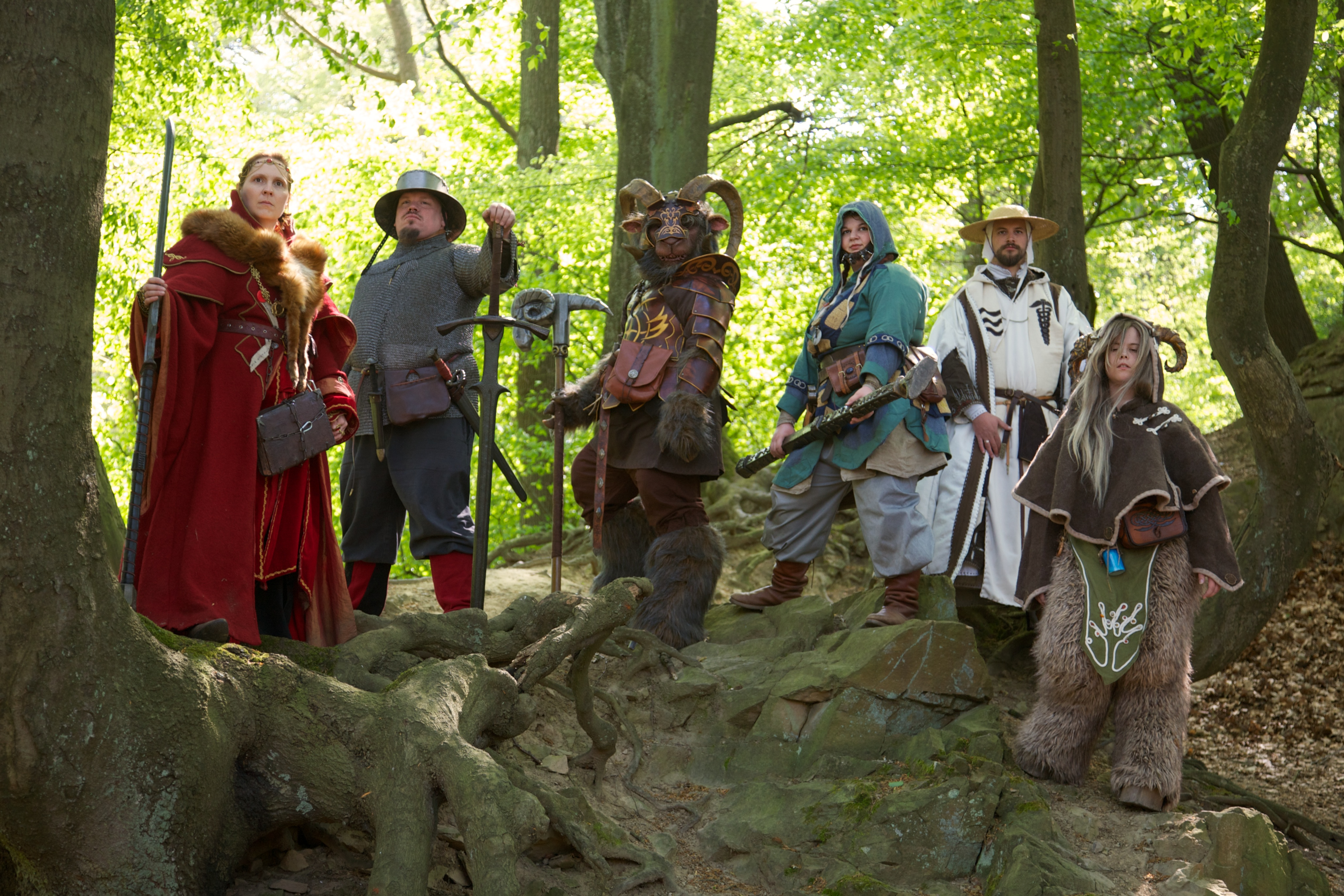
Personnages de jeu de rôle en direct, à Hardenstein 2014

Le jeu en réalité alternée (aussi appelé jeu vidéo à réalité intégrée, JRI ou en anglais ARG, de « alternate reality game ») est un récit interactif en ligne qui met à profit le monde réel comme une plate-forme et utilise une narration transmédia pour livrer une histoire qui peut être modifiée par les idées ou les actions des joueurs. Fondamentalement, il s'agit de la rencontre entre une chasse au trésor en grandeur nature sous la forme d'un jeu de piste, impliquant le déroulement interactif d'une histoire, l'utilisation de nouvelles technologies et une communauté.
La forme est définie par l'implication du joueur dans une histoire qui se déroule en temps réel et évolue selon les réponses des participants. Elle est également façonnée par des personnages définis et contrôlés par les concepteurs du jeu, plutôt que par une intelligence artificielle comme c'est le cas dans un jeu vidéo. Les joueurs interagissent directement avec les personnages du jeu, résolvent des énigmes et des défis basés sur l'intrigue, et collaborent en tant que communauté pour analyser l'histoire et coordonner leur activité. Le jeu en réalité alternée utilise généralement un support multimédia, tels que les téléphones, le courrier électronique ou papier, mais s’appuie sur Internet comme moyen de liaison central.
Les jeux en réalité alternée gagnent en popularité au cours des années 2000 puis 2010, avec des jeux qui apparaissent régulièrement et une quantité croissante d'expérimentations de nouveaux modèles et sous-genres. La participation au jeu est généralement gratuite, avec des coûts absorbés soit par le biais de produits de support (par exemple les cartes puzzle à collectionner de Perplex City) ou à travers des liens de promotion avec des produits existants (I Love Bees pour la promotion de Halo 2, ou Lost Experience et Find 815 pour la promotion de la série Lost). Cependant, les modèles payants ne sont pas rares.

## Définir le jeu en réalité alternée

### Les concepts de base
Les termes essentiels à comprendre :
- ARG : Abréviation de « Alternate Reality Game » : Jeu en réalité alternée
- Argonaut : Terme parfois utilisé par les joueurs de jeu en réalité alternée pour se désigner eux-mêmes.
- PuppetMaster : Le marionnettiste en français. C’est une ou plusieurs personnes agissant et contrôlant le jeu. Ils sont dans l’ombre et ne se font que rarement connaître.
- Rabbit Hole : Le terrier du lapin en français. Référence au Lapin Blanc dans Les Aventures d’Alice au pays des merveilles. C’est le point de départ du jeu en réalité alternée, il peut s’agir d’un site web, d’un contact ou un puzzle qui attirent les joueurs. La plupart des jeux en réalité alternée emploient plusieurs points de départs pour maximiser leur chance d’être connus par le plus grand nombre de joueurs.
- The Curtain : Le rideau en français. Référence au rideau des marionnettistes. On sait qu’il y a un être humain, mais on en fait abstraction. Le rideau marque dans un jeu en réalité alternée une séparation plus ou moins vécue par les joueurs, entre ces derniers et le PuppetMaster. Cela se traduit soit par la forme d’un secret absolu concernant l’identité du PuppetMaster ou par l’absence de communication de ce dernier.
- This is not a Game : Ceci n’est pas un jeu en français. C’est la devise du jeu en réalité alternée, faire en sorte que le joueur puisse être en immersion totale, que le jeu soit une expérience du réel.

### Le jeu en réalité alternée comme divertissement

#### Les particularités du jeu en réalité alternée
- Le scénario

La conception du jeu en réalité alternée passe par un scénario très élaboré. Très proche de celui d’un film, il avoisine celui du jeu vidéo par son architecture compétitive. Conçu comme un algorithme avec plusieurs possibilités offertes dans le jeu, mais une seule fin possible.
Le scénario d’un jeu en réalité alternée est basé sur le « transmedia storytelling », autrement dit en français, la narration transmédia. Ce dernier est une méthode de développement d’œuvres de fiction, de documentaires ou encore de produits de divertissement qui se caractérise par l’utilisation combinée de plusieurs médias pour développer une trame narrative. Chaque média développant un contenu différent.
- Les différents médias

Le scénario étant construit sous forme de narration transmedia, les informations communiquées aux joueurs prennent alors des formes diverses. 
- La communauté (Communauté en ligne)

Le jeu en réalité alternée peut exister si et seulement s’il y a une communauté. Le jeu est construit pour une communauté et ne peut fonctionner qu’avec elle. De par son essence transmedia, le jeu en réalité alternée est profondément lié au web 2.0 et au développement des réseaux sociaux. La communauté web constitue donc l’essence du jeu en réalité alternée.

La communauté est soit créée par les concepteurs du jeu en réalité alternée (regroupée dans des forums par exemple), soit elle se crée d’elle-même entre les joueurs.

### Les prémices et influences
Le jeu en réalité alternée est fortement inspiré du jeu de rôle grandeur nature. Il a cette particularité en plus qui est d’utiliser les réseaux de communication (internet, téléphone mobile, presse…) et de laisser le joueur être lui-même (on ne lui demandera pas de se déguiser).
Le jeu en réalité alternée c’est aussi une « sorte » de chasse au trésor, mais il y a aussi des subtilités puisque c’est un jeu qui fait appel, comme vu précédemment, à une multitude de plateformes où l’on retrouve les énigmes.
Les caractéristiques du jeu en réalité alternée se retrouvent dans la littérature, avec notamment le mouvement cyberpunk dont l’un des leaders est William Gibson ou encore Bruce Sterling, écrivains américains de science-fiction.

### Exemples de jeux en réalité alternée
Voici une liste non exhaustive des jeux en réalité alternée :
- Wizards of the Coast, 1996

Dans le cadre de la promotion du jeu de cartes à collectionner, Wizards of the Coast met en place des jeux en réalité alternée.
- Le Projet Blair Witch, 1999

Avant le lancement du film, la production met en place des faux sites, annonces bidonnées, des avatars avec des identités fictives.
- The Beast, 2001

Celui qui est considéré comme le premier des jeux en réalité alternée [réf. nécessaire], est mis en place par la société 42 Entertainment. C’est dans le film A.I. Intelligence artificielle que le premier indice est donné. Sur le générique de fin figure le nom de Jeanine Salla associé à l'étrange profession de « Sentient Machine Therapist » (littéralement : « thérapeute pour machine sensible »).
Des indices sont ainsi disséminés dans la bande annonce, comme un numéro de téléphone qui renvoie à un message préenregistré sur une boite vocale. Le message commence par : « Welcome my child » et se termine par « If you ever feel lost, my child, write me at thevisionary.net ». L'utilisateur est alors invité à envoyer un mail à l’adresse mother@thevisionary.net afin de recevoir un mail automatique en format HTML avec un message blanc sur blanc qu’il est possible de déchiffrer seulement avec une technique, ancienne mais efficace, le citron [réf. nécessaire]. De ce message l’utilisateur comprend que Jeanine est la clé. S’ensuit alors une enquête à travers l’internet du futur.
C’est surtout à la fin que le rapprochement au film A.I est le plus frappant, puisqu’un référendum portant sur l’égalité des robots dotés d'intelligence artificielle et des humains est proposé à l'internaute. Peu après, l'utilisateur apprend que cela cache un autre secret, les I.A sont en réalité parasités par une nouvelle intelligence supérieure…
- In Memoriam, 2003 et 2007

Créé par Éric Viennot, il est le premier jeu français en réalité alternée. Le joueur recherche un tueur en série à travers les indices qu’il laisse. Avec l’aide d’acteurs, il est aussi possible au joueur de contacter en temps réels et d’échanger au téléphone avec un interlocuteur réel pour avancer dans l’enquête… C’est un jeu en réalité alternée pouvant être qualifié de « natif » puisqu’il n’a aucun but promotionnel.
- I love Bees[4], 2004

C’est 42 Entertainment qui met en place ce jeu en réalité alternée pour faire la promotion du jeu Halo 2 sur Xbox.
- Perplex City[5]¸2005

Créé par Adrian Hon, Perplex City est considéré comme étant le premier jeu en réalité alternée « natif », pensé à la base comme un jeu en réalité alternée et ne faisant pas la promotion d’un produit[réf. nécessaire]. 
Le jeu commence par un recrutement pour le projet « sygyzy » via le site Unfiction.net, puis reprise par des offres d’emploi sur le Guardian et le Marketing News. Le recrutement se fait par Sente et Dinah (qui renvoie au chat dans Les aventures d’Alice au pays des merveilles).
La deuxième partie de ce jeu en réalité alternée, c’est l’annonce, dans des journaux du monde entier, et par le biais des petites annonces, de la perte d’un cube. Le jeu commence alors, et renvoie vers le site internet Perplexcity.com qui renvoie vers des lieux réels.
- The Lost Experience, 2006

Créé pour combler le vide de l’entre deux saisons, The Lost Experience est sous la direction de J. J. Abrams . Ce jeu en réalité alternée est réalisé principalement pour les fans de la série télévisée Lost, afin d'apporter des informations supplémentaires sur la série et son histoire. Le jeu propose d'utiliser une plate-forme jusque-là peu ou pas utilisée : le livre. En effet l’un des personnages édite un livre parlant du crash.
- Nine Inch Nails, 2007

Le jeu en réalité alternée s’attaque pour la première fois à la musique. Le groupe Nine Inch Nails donne accès à son dernier album par le biais du jeu en réalité alternée. En effet à travers 16 morceaux, l’album raconte l’avenir des États-Unis, plus précisément des États-Unis en 2022. L’aventure commence dans un concert, où le groupe porte des t-shirts avec des adresses renvoyant à des sites web ou à des numéros de téléphones. Les fans trouvent aussi cachés dans les toilettes des clés USB.
- Alt Minds[7], 2012

Créé par Éric Viennot et mis en place par Orange et Lexis Numérique, ce jeu en réalité alternée se qualifie lui-même de « Fiction Totale ». Jeu international qui mélange paranormal et réalité.
- Apocalypse[9], 2018

Créé par le studio français Argyx Games, Apocalypse est un jeu d'enquête qui s'apparente à un escape game à domicile et s'appuie entièrement sur la réalité alternée : consultation de faux sites web et profils sur des réseaux sociaux, envois d'emails, appel de numéro de téléphone...
- Malfosse[12], 2020

Créé par Damien Maric, Malfosse consiste en la résolution de trois affaires judiciaires fictives distinctes mais toutes liées grâce à des indices disséminés sur les réseaux sociaux ainsi que sur plusieurs outils (série audio, application mobile, jeu de plateau, skill Alexa, documentaire, deux livres...). Le projet est nommé aux Grands Prix de la Publicité Radio & de l’Audio Digital dans la catégorie "Dispositif Innovant de l’année".

## Les métiers du jeu en réalité alternée
L’équipe qui construit le jeu en réalité alternée est nombreuse puisque pluridisciplinaire.
- « Story Architect » doit avoir une vision globale du jeu. Son travail est de construire le parcours du joueur. Il va mettre en ligne les différents éléments narratifs de l’histoire.
- « Web Architect » : expert technique dont la mission est de créer et faire évoluer le schéma technique d’une application ou d’un site web.
- « Lead Author » ou auteur principal de l’œuvre. Celui qui est à l’initiative du projet.
- « Community Manager » qui se charge d’animer les communautés sur le web.
- « Game Assistant », ce sont des personnes qui vont jouer au jeu, aider les joueurs, modérer les forums ou faire des récapitulatifs de l’histoire. Ils seront infiltrés dans le jeu et ne donneront aucune information sur les créateurs ou l’équipe du jeu.
- Les partenaires externes : il s’agit des personnes qui viennent travailler sur le projet sans pour autant en connaitre les fins, un graphiste ou encore un groupe de musique par exemple. On peut aussi avoir des partenaires commerciaux, un établissement comme une salle de concert ou même un café ou un bar.

Il est encore compliqué de définir l’équipe d’un jeu en réalité alternée, les métiers sont encore nouveaux et pas déterminés. Les métiers restent semblables, pour majorité, à ceux pour un jeu vidéo avec en plus des métiers dans le milieu du marketing et la communication.

## Différents types de jeu en réalité alternée

### Le jeu en réalité alternée comme produit dérivé
The Beast, considéré comme le premier jeu en réalité alternée, a été créé pour le film A.I Intelligence Artificielle de Steven Spielberg. Le jeu en réalité alternée reprend l’univers du film sans pour autant en faire mention. Les deux fonctionnent de façon autonome, mais le rapprochement est certain.
Le rattachement entre The Beast et A.I c’est que le film donne le premier indice du jeu. Et nous ne pouvons que remarquer que le jeu a créé un « buzz » autour du film, il a fait parler de ce dernier.
D’autres films vont user de ce même procédé pour la promotion de leur film, The scariest thing I ever saw, Super 8 de Steven Spielberg pour le film Super 8 (film) ou encore la campagne marketing viral pour The Dark Knight ou encore The Girl with The Dragon Tatoo pour le film Millenium.
Les séries vont aussi utiliser cette stratégie. Excellent moyen de prolonger l’univers de la série et de plonger le spectateur de façon plus immersive dans l’histoire. L’un des exemples les plus connus dans le monde du jeu en réalité alternée étant celui pour la série Lost, (The Lost Experience (en)). Entre deux saisons les producteurs de la série Lost vont mettre en place un jeu en réalité alternée qui permettra au spectateur, devenant joueur, de comprendre l’équation de Valenzetti qui sera un atout pour mieux comprendre la série.
En France, Plus belle la vie a mis en place durant l’été 2012, un jeu en réalité alternée pour immerger encore plus les fans dans l’histoire.
On utilise aussi un jeu en réalité alternée pour la promotion d’un album de musique comme l’a fait le groupe Nine Inch Nails.
Il est également possible de faire la promotion d’un livre comme l’a montré l’agent de Jay-Z en mettant en œuvre un jeu en réalité alternée avant de mettre les mémoires de ce dernier en vente. En effet, le projet Decodedest comme une chasse au trésor (soutenu par l’agence de Jay-Z : Droga5 et Bing de Microsoft). Les joueurs partent à la recherche des 320 pages de mémoire de Jay-z disséminées dans Las Vegas, New York, Hollywood et même au Royaume-Uni. Les pages sont cachées sur des panneaux publicitaires, dans des emballages, sur le dos de serveurs dans les bars ou encore au fond d’une piscine. À chaque étape le joueur en apprend plus sur le livre. Les fans de Jay-Z ont ainsi fondé une communauté autour de Decoded.

### Le jeu en réalité alternée «natif»
Le jeu en réalité alternée n’est pas seulement en rapport avec une série, un film ou un jeu vidéo. Il peut être plus distinct, autonome. L’exemple de Perplex City en est le plus notable. Ce jeu en réalité alternée est une expérience proposée partout dans le monde. Le but est de rechercher un cube, celui qui le retrouve, après de multiples énigmes, se voit remettre une récompense. Ce jeu a un univers propre.
Il y a de plus en plus de jeux en réalité alterné « natifs » qui voient le jour, par exemple Alt Minds, qui a été pensé comme une fiction totale, mais surtout qui ne fait pas la promotion d’un produit.
Il existe aussi un type de jeu en réalité « natif » qui vient de San Francisco : le SF0 ou SFZero. Ce concept est créé par Ian Kizu-Blair, Sam Lavigne et Sean Mahan. Il se décrit comme étant « un organisme sans but lucratif destiné à la production de jeux immersifs qui utilisent les nouvelles technologies de façon significative ».

### Le jeu en réalité alternée comme «jeu sérieux»
Le jeu en réalité alternée peut être aussi utilisé à des fins plus pédagogiques.
En effet, ce type de jeu peut être utilisé pour faire découvrir des lieux, des musées à travers des énigmes.
Le jeu en réalité alternée peut aussi être utilisé comme cours, à des fins éducatives. John Gosney raconte dans son livre Beyond Reality : a Guide to Alternate Reality Gaming, comment il a créé un cours autour d’un jeu en réalité alternée pour enseigner l’histoire. Il introduit des éléments du cours de littérature et demande un compte rendu à ses élèves à la fin de l’expérience.

## Débats et controverses

### Reconnaissance du jeu en réalité alternée
La place de jeu en réalité alternée dans l’univers du divertissement est encore floue. Très proche du jeu vidéo, le jeu en réalité alternée est associé juridiquement à ce dernier.
Or, le jeu en réalité alternée, comme le jeu vidéo, est issu d’un travail collaboratif qui pose problème au niveau de la propriété intellectuelle. L’œuvre étant collaborative, il n’y a pas d’auteur unique.

### Effets psychologiques et physiologiques
Les effets psychologiques et physiologiques que rencontre le jeu vidéo sont aussi applicables au jeu en réalité alternée[réf. nécessaire].
Il est souvent reproché, à tort ou à raison, au jeu vidéo d’avoir une influence sur le comportement du joueur. Il y a débat sur la violence, le temps du jeu ou encore l’immersion. Le jeu en réalité alternée n’a pas encore rencontré ces problèmes, mais l’immersion du jeu dans la réalité du joueur est déjà mal perçue. En effet, l’immersion du joueur peut avoir des conséquences sur ce dernier notamment par la confusion voulue entre réel et fiction[réf. nécessaire]. Le jeu en réalité alternée rencontre donc quelques réticences[Lesquelles ?].
Le jeu vidéo est aussi utilisé comme thérapie médicale. Notamment les jeux nécessitant une interaction physique, par exemple avec le Wii Fit de Nintendo.
Le jeu vidéo, comme le jeu en réalité alternée, peut être utilisé comme simulateur à des fins d’apprentissage ou des fins éducatives.